# Garlon Green
Pour les articles homonymes, voir Green.
Garlon Green, né le 11 janvier 1991 à Houston au Texas, est un joueur américain de basket-ball. Il évolue aux postes de ailier et d'arrière.

## Biographie

### Carrière universitaire
Après avoir terminé ses études de lycéen à l'Hightower High School (en) dans sa ville natale du Missouri City (Texas), Green part étudier à la Texas Christian University et joue pour l'équipe des Horned Frogs. En 2013, il participe au concours NCAA Slam Dunk.

### Carrière professionnelle
Le 28 juin 2013, lors de la draft 2013 de la NBA, automatiquement éligible, il n'est pas sélectionné.
Le 1er novembre 2013, il s'entraîne avec les Legends du Texas en D-League. Cependant, il n'entre jamais en jeu, et il est libéré le 17 novembre 2013.
A la fin de l'année 2013, il signe un contrat en Australie chez les Canberra Gunners (en) de la South East Australian Basketball League. Avec des moyennes de 24 points et sept rebonds par match pour les Gunners, il signe au Japon chez les Kumamoto Volters (en) de la Japan's National Basketball League.
Le 24 juillet 2015, il signe en Allemagne au Walter Tigers Tübingen de la Basketball Bundesliga (BBL) où il joue avec le natif d'Houston, Jesse Sanders (en). Green a attiré l'attention lors d'un contre contre le Basketball Löwen Braunschweig où il marque dans son propre panier après que son adversaire ait raté un lancer-franc à la dernière seconde, selon sa propre déclaration, sans aucune intention, et a créé le "drunken self-spark". Cette action erratique a été observée même dans son pays natal et commentée dans le magazine hebdomadaire Shaqtin 'Fool sur la NBA de l'intérieur. Green participe au BBL All-Star Game en 2016 et au concours de dunk qu'il remporte. Il participe au match des étoiles où il remplace Augustine Rubit, blessé. Le 12 septembre 2016, il prolonge son contrat avec le club allemand. En décembre 2016, Green et le Walter Tigers Tübingen se séparent.
Le 12 février 2017, il signe en Belgique avec le Belfius Mons-Hainaut de la Belgium's Pro Basketball League. Le 17 juin 2017, il prolonge son contrat avec le club belge.
Durant l'été 2018, il participe à la NBA Summer League 2018 avec les Pelicans de La Nouvelle-Orléans. Le 20 juillet 2018, il signe un contrat avec les Pelicans. Le 13 octobre 2018, avant le début de la saison NBA 2018-2019, Green est libéré. Le 8 novembre 2018, il signe en Russie au Khimki Moscou qui évolue en VTB United League et en EuroLigue. Le 14 février 2019, Green est remercié par Khimki après avoir joué 15 matches. Le 20 février 2019, Green signe en Israël avec l'Hapoël Tel-Aviv en Israeli Premier League pour le reste de la saison 2018-2019.
Au mois de juillet 2020, il s'engage avec Anwil Włocławek en première division polonaise.

## Vie privée
Le grand frère de Garlon, Gerald joue en NBA et a remporté le NBA Slam Dunk Contest 2007.

## Clubs successifs
- 2014 :  Canberra Gunners (en)
- 2014-2015 :  Kumamoto Volters (en)
- 2015-Déc.2016 :  Walter Tigers Tübingen
- Fév.2017-2018 :  Belfius Mons-Hainaut
- 2018-2019 :  Khimki Moscou
- 2019 :  Hapoël Tel-Aviv
- 2019-2020 :  Ienisseï Krasnoïarsk
- 2020 :  Anwil Włocławek
- 2020-2022 :  CSM Oradea
- 2022-2023 :  Fos Provence Basket
- depuis 2023 :  Sharks d'Antibes

## Palmarès
- BLB All-Offensive Team (2018)
- BBL All-Star Game Dunking champion (2016)
- BIG3 Championnat - MIP (2024)
- BIG3 Championnat - Vainqueur avec l'équipe BIVOUAC (2024)

## Statistiques

### Universitaires
| Saison    | Équipe          | Matchs | Titul. | Min./m | % Tir | % 3pts | % LF | Rbds/m. | Pass/m. | Int/m. | Ctr/m. | Pts/m. |
| --------- | --------------- | ------ | ------ | ------ | ----- | ------ | ---- | ------- | ------- | ------ | ------ | ------ |
| 2009-2010 | Texas Christian | 31     | 2      | 17,3   | 40,6  | 18,9   | 72,2 | 2,39    | 0,35    | 0,26   | 0,19   | 4,26   |
| 2010-2011 | Texas Christian | 33     | 32     | 29,4   | 48,4  | 47,6   | 74,6 | 4,64    | 1,00    | 0,58   | 0,39   | 11,18  |
| 2011-2012 | Texas Christian | 33     | 18     | 24,4   | 42,2  | 33,1   | 79,8 | 3,45    | 0,76    | 0,45   | 0,39   | 9,94   |
| 2012-2013 | Texas Christian | 32     | 32     | 30,2   | 36,4  | 33,8   | 77,3 | 3,47    | 1,06    | 0,50   | 0,34   | 9,66   |
| Total     | Total           | 129    | 84     | 25,4   | 42,0  | 36,1   | 76,5 | 3,50    | 0,80    | 0,45   | 0,33   | 8,82   |

### Professionnelles
| Saison    | Équipe                            | Matchs | Titul. | Min./m | % Tir | % 3pts | % LF  | Rbds/m. | Pass/m. | Int/m. | Ctr/m. | Pts/m. |
| --------- | --------------------------------- | ------ | ------ | ------ | ----- | ------ | ----- | ------- | ------- | ------ | ------ | ------ |
| 2014-2015 | Kumamoto Volters (en) (NBL Japan) | 53     | 44     | 28,2   | 40,8  | 30,5   | 78,2  | 7,02    | 1,42    | 1,11   | 0,60   | 17,77  |
| 2015-2016 | Walter Tigers Tübingen (G-BBL)    | 34     | 18     | 26,9   | 45,9  | 34,3   | 84,2  | 3,44    | 1,32    | 0,68   | 0,15   | 13,38  |
| 2016–2017 | Walter Tigers Tübingen (G-BBL)    | 13     | 10     | 23,3   | 39,6  | 34,5   | 85,7  | 2,92    | 1,15    | 0,69   | 0,54   | 9,23   |
| 2016–2017 | Belfius Mons-Hainaut (BSL)        | 18     | 6      | 22,6   | 41,2  | 34,8   | 73,7  | 3,50    | 0,83    | 0,67   | 0,33   | 10,39  |
| 2017-2018 | Belfius Mons-Hainaut (BSL)        | 38     | 38     | 30,4   | 48,4  | 43,2   | 81,9  | 4,42    | 1,58    | 0,58   | 0,42   | 16,08  |
| 2018–2019 | Khimki Moscou (VTB United)        | 4      | 3      | 22,3   | 37,0  | 30,0   | 100,0 | 3,25    | 1,25    | 1,25   | 0,00   | 7,75   |
| 2018–2019 | Hapoël Tel-Aviv (I-BSL)           | 11     | 11     | 30,0   | 43,0  | 34,6   | 84,2  | 5,18    | 1,73    | 1,45   | 0,73   | 13,45  |